# Епархия Ареццо-Кортона-Сансеполькро
Епархия Ареццо-Кортона-Сансеполькро (лат. Dioecesis Arretina-Cortonensis-Biturgensis, итал. Diocesi di Arezzo-Cortona-Sansepolcro) — епархия Римско-католической церкви, в составе митрополии Флоренции, входящей в церковную область Тосканы. В настоящее время епархией управляет епископ Андреа Мильявакка, эпископ-эмерит — Рикардо Фонтана. 
Клир епархии включает 325 священников (250 епархиальных и 75 монашествующих священников), 18 диаконов, 79 монахов, 253 монахини.
Адрес епархии: Piazza del Duomo 1, 52100 Arezzo, Italia.
Покровителями епархии Ареццо-Кортона-Сансеполькро являются Святой Иоанн Богослов, Святой Донат из Ареццо и Святая Маргарита из Кортоны.

## Территория
В юрисдикцию епархии входят 246 приходов в коммунах Тосканы: в провинции Ареццо – Ареццо, Кортона, Сансеполькро, Перджине-Вальдарно, Сестино, Ангиари, Биббьена, Кастильон-Фьорентино, Каполона, Террануова-Браччолини, Кьюзи-делла-Верна, Чивителла-ин-Валь-ди-Кьяна, Кастель-Фоконьяно, Бучине, Бадия-Тедальда, Марчиано-делла-Кьяна, Лоро-Чуффенна, Лучиньяно, Монтерки, Фояно-делла-Кьяна, Монте-Сан-Савино, Монтеварки, Поппи, Капрезе-Микеланджело, Суббьяно, Монтерки, Пьеве-Санто-Стефано, Ортиньяно-Раджоло, Талла, Латерина, Сан-Джованни-Вальдарно, Китиньяно, Кастильон-Фибокки) и в провинции Сиена – Гайоле-ин-Кьянти, Синалунга, Раполано-Терме, Кастельнуово-Берарденга.
После объединения епархий Ареццо и Кортоны территории новой оказалась такой же, как и у древней епархии Ареццо, берущей начало в III или IV веке. В состав новой епархии вогли территории епархии Сансеполькро, состоявшей большей частью из территории епархии Читта ди Кастелло (до 1520 года) и меньшей частьб из территории архипресвитерства Сестино (до 1778 года). Между XVI и XVIII веками из епархии Ареццо были выделены территории для новых епархий Пиенцы и Монтепульчано и территориального аббатства Монте Оливето Маджоре.
Кафедра епископа находится в городе Ареццо в церкви Святого Доната; в городе Кортона находится сокафедральный собор Санта Мария Ассунта. Другой сокафедральный собор Святого Иоанна Богослова находится в городе Сансеполькро.
На территории епархии Ареццо-Кортона-Сансеполькро находятся многочисленные санктуарии.
- Санктуарий Верна[итал.];
- Скит в Камальдоли[итал.];
- Санктуарий Вертиге[итал.];
- Санктуарий Мадонна дель Сассо в Биббьене;
- Санктуарий Мадонна делле Грацие[итал.] в Сансеполькро;
- Санктуарий Мадонна дей Люми[итал.] в Пьеве-Санто-Стефано;
- Санктуарий Мадонна делле Грацие[итал.] во Фрешано;
- Санктуарий Мадонны делла Сельва[итал.] близ Капрезе-Микельанджело;
- Базилика Святой Маргариты[итал.] в Кортоне.

## История

### Епархия Ареццо
По преданию первым проповедником Евангелия в Ареццо был Святой Ромул, ученик апостола Павла, первый епископ Фьезоле.
Первым епископом Ареццо был Святой Сатир в конце III века — в начале IV века. Его преемник, Святой Донат является покровителем города и епархии Ареццо.
При епископе-кардинале Джованни Антонио Гваданьи Папа Климент XII даровал архиепископский паллий и процессионный крест архиерею. Последним епископом пользовавшимся этой привилегией был Джованни Телесфоро Чьоли. В 1986 году привилегия была отменена.
Епископы Ареццо носили титул князей Священной Римской империи в Тоскане и графов ди Чеза.

### Епархия Кортоны
Епархия Кортоны была выделена из состава епархии Ареццо 19 июня 1325 года буллой Vigilis speculatoris Папы Иоанна XXII в награду за верность Святому Престолу жителей Кортоны, гвельфов, выступивших против жителей Ареццо, гибеллинов, отлучив от церкви и низложив епископа Гвидо Тарлати.
Первым епископом Кортоны был Раньеро Убертини. Другими известными архиереями епархии были кардинал Сильвио Пассерини (1513), Маттео Кончини (1560) и Джероламо Гадди (1562), участвовавший на Тридентском Вселенском Соборе.

### Епархия Сансеполькро
Епархия Сансеполькро была образована на части территории епархии Читта-ди-Кастелло вокруг часовни, в которой хранилась реликвия со Святой Земли, привлекавшая паломников с X века. Со временем здесь был построен монастырь камальдолийцев, аббат которого обладал временной юрисдикцией над территорией принадлежавшей аббатству. Гвидо Тарлати, епископ Ареццо, построил в городе крепость гибеллинов, но никогда не обладал церковной юрисдикции над этой территорией.
Епархия Сансеполькро была выделена из состава епархии Читта ди Кастелло 22 сентября 1515 года по благословению Папы Льва X. Но эта мера не нашла немедленного исполнения, и 18 сентября 1520 года Папа повторил свою волю. Первым епископом Сансеполькро был Галеотто Грациани, аббат монастыря камальдолийцев (1521 — 1523). Кафедру занимали епископы Никколо Торнабуони, Дионизио Буссотти, Джованни Лоренцо Тилли, Роберто Мария Костагути, Помпео Гецци, Доменико Борниджа и Абеле Конильи.
В соборе в Ареццо, кроме мощей Святого Доната, находится гробница Папы Григория X. Здесь на конклаве был избран его преемник Иннокентий V. В двух сокофедральных соборах в Кортоне и Сансеполькро похоронены многие епископы этих епархий.
Епархии Ареццо, Кортона и Сансеполькро были полностью объединены 30 сентября 1986 года.

## Ординарии епархии

### Кафедра Ареццо
- Святой Сатир (336/340 — 353);
- Святой Донат (346/352 — 7.8.362);
- Геласий (366 — 371);
- Святой Домициан (упомянут в 371);
- Святой Северин (упомянут в 372);
- Святой Флорентий (упомянут в 375);
- Максимиан (377);
- Евсевий (380 — 380);
- Святой Гавдентий (381 — 382);
- Деченцио (382 — 422);
- Лаврентий I (422);
- Галло (упомянут в 447);
- Бенедикт (упомянут в 501);
- Олибрио (упомянут в 520);
- Виндичано (545 — 560);
- Кассиан (560 — 575);
- Дативо (575 — 590);
- Дульчицио (590 — 598);
- Иннокентий (упомянут в 599);
- Лаврентий II (упомянут в 600);
- Мавриан (упомянут в 617);
- Сервандо (упомянут в 630);
- Киприан I (упомянут в 654);
- Бономо (упомянут в 658);
- Виталиан (упомянут в 676);
- Киприан II (упомянут в 680);
- Алипарио (упомянут в 685);
- Деодат (упомянут в 707);
- Ализео (упомянут в 713);
- Луперциано (упомянут в 715);
- Стабиле (741 - 752);
- Кунемунд (упомянут в 752);
- Эльвето (упомянут в 775);
- Ламберто или Ариберто (795 — 826);
- Пётр I (828 — 845);
- Пётр II (850 — 867);
- Иоанн (872 — 898);
- Пётр III (900 — 916);
- Феодосий (упомянут в 922);
- Бьяджо (упомянут в 930);
- Уго (упомянут в 952);
- Гульельмо (упомянут в 955);
- Эверардо (960 — 967);
- Альперто (упомянут в 972);
- Элемперто I (986 — 1010);
- Гульельмо (1010 — 1013);
- Адальберто или Алиберто (1014 — 1023);
- Теодальдо (1023 — 1036);
- Иммоне (1036 — 1051);
- Арнальдо (1051 — 1062);
- Костантино (1062 — 1081);
- Элемперто II (1081 — 1104);
- Грегорио I (1104 — 1114);
- Гвидо Боккаторта (1114 — 1128/1129);
- Буйано (1129 — 30.5.1134);
- Мауро (1134 — 1142);
- Джироламо (1144 — 1177);
- Элиотто (1177 — 5.12.1181);
- Амедео (16.1.1182 — 1203);
- Грегорио II (1203 — 12.6.1212);
- Мартино (1213 — 1236);
- Марчеллино Альбреготти Бельтрами (16.8.1236 — 1248);
- Гульельмо дельи Убертини (1248 — 11.6.1289);
- Ильдебрандино Гвиди (26.9.1289 — 1312);
- Гвидо Тарлати (7.7.1312 — 1325);
- Босо дельи Убертини (20.7.1325 — 1365);
- Якопо .Мути (17.12.1365 — 18.7.1371) — назначен епископом Сполето;
- Джованни I Альбреготи (18.7.1371 — 1375);
- Джованни II Альбреготи (15.10.1375 — 1390);
- Антонио Аркеони (10.10.1390 — 1391);
- Анджело Риказоли (5.8.1391 — 1403);
- Пьетро Риччи (29.11.1403 — 9.10.1411) — назначен архиепископом Пизы;
- Каппоне Каппони (9.10.1411 — 1413);
- Франческо да Монтепульчано (22.12.1413 — 1433);
- Роберто дельи Озини (8.11.1434 — 1456);
- Филиппо де Медичи (10.1.1457 — 14.1.1461) — назначен архиепископом Пизы;
- Лоренцо Аччьяюоли (15.1.1461 — 1473);
- Джентиле де Бекки (20.10.1473 — 1497);
- Козимо де Пацци (17.4.1497 — 5.7.1508) — назначен архиепископом Флоренции;
  - Рафаэль Риарио (7 июля 1508 — 5 ноября 1511) — апостольский администратор;
- Джироламо Сансони (5.11.1511 — 19.11.1519) — назначен епископом Лоди;
- Оттавиано Мария Сфорца (19.11.1519 — 1525);
- Франческо Минербетти (6.3.1525 — 1537);
- Бернардетто Минербетти (6.2.1538 — 16.9.1574);
- Стефано Бонуччи (1.10.1574 — 2.1.1589) — сервит;
- Пьетро Ухимбарди (9.6.1589 — 28.5.1612);
- Антонио де Риччи (27.6.1612 — 1637);
- Томмазо Сальвиати (1.3.1638 — 15.10.1671);
- Нери Корсини (8.2.1672 — 8.3.1677);
- Алессандро Строцци (8.3.1677 — 19.10.1682);
- Джузеппе Оттавио Аттаванти (24.5.1683 — 9.1.1691);
- Джован Маттео Маркетти (19.12.1691 — 1704);
- Бенедетто Фалькончини (15.11.1704 — 6.3.1724);
- Джованни Антонио Гуаданьи (20.12.1724 — 4.11.1732) — босой кармелит;
- Франческо Гвиди (1733 — 15.2.1734) — назначен архиепископом Пизы;
- Карло Филиппо Инконтри (5.5.1734 — 1753);
- Якопо Гаэтано Ингирами (17.3.1755 — 20.5.1772);
- Анджело Франчески (13.11.1775 — 28.9.1778) — назначен архиепископом Пизы;
- Никколо Мараччи (14.12.1778 — 1799);
- Агостино Альберготти (20.9.1802 — 6.5.1825);
- Себастиано Маджи (9.4.1827 — 3.4.1839);
- Аттилио Фьяскайни (30.1.1843 — 25.11.1860);
  - Sede vacante (1860 — 1867);
- Джузеппе Джусти (22.2.1867 — 14.12.1891) — назначен титулярным архиепископом Низибии;
- Доннино Доннини (14.12.1894 — 18.10.1904);
- Джованни Вольпи (14.11.1904 — 3.7.1919);
- Эмануэле Миньоне (18.12.1919 — 23.12.1961);
- Джованни Телесфоро Чьоли (21.12.1961 — 11.4.1983) — кармелит;
- Джованни Д'Ашенци (11.4.1983 — 30.9.1986) — назначен епископом Ареццо-Кортона-Сансеполькро.

### Кафедра Кортоны
- Риньери Убертини (19.6.1325 — 12.9.1348);
- Грегорио де Фашани (5.11.1348 — 9.2.1364);
- Бенедетто Валлати (1364) — доминиканец;
- Джулиано де Кинибальди (упомянут в 1382) — доминиканец;
- Лоренцо Коппи (1388);
- Убальдино Бонамичи (23.1.1391 — 8.3.1393) — избранный епископ, назначен архиепископом Торесса;
- Бартоломео да Тройя (13.1.1393 — 1404);
- Энок де Чонколари (1404) — августинец;
- Маттео Тести (7.10.1426 — 9.9.1439) — сервит;
- Бартоломео Лопаччи Римбертини (23.9.1439 — 27.6.1449) — доминиканец, назначен епископом Короны;
- Меттео Тести (27.6.1449 — 1455) — сервит, вторично;
- Мариано Сальвини (31.1.1455 — 1477) — сервит;
- Кристофоро Бордини (12.2.1477 — 13.11.1502);
- Раньеро Гвиччардини (28.11.1502 — 2.2.1504);
- Франческо Содерини (6.3.1504 — 23.5.1505);
- Гульельмо Каппони (25.5.1505 — 1515);
- Джованни Сернино де Куччати (1516 — 1.10.1521);
- Сильвио Пассерини (15.11.1521 — 20.4.1529);
- Леонардо Буонафеде (24.5.1529 — 1538) — бенедиктинец;
- Джованбаттиста Риказоли (25.10.1538 — 14.2.1560) — назначен епископом Пистои;
- Маттео Кончини (14.2.1560 — 1562);
- Джероламо Гадди (16.12.1562 — 1572);
- Франческо Периньяни (3.3.1572 — 1577);
- Костантино Пиччони (25.2.1577 — 1585) — августинец-еремит;
- Джованни Альберти (15.7.1585 — 2.10.1596);
- Козимо де Анджелис (24.1.1597 — 1603);
- Филиппо Барди (19.12.1603 — 1622);
- Козимо Минербетти (19.12.1622 — 1628);
- Лоренцо делла Роббия (11.12.1628 — 6.8.1634) — назначен епископом Фьезоле;
- Людовико Серристори (25.9.1634 — 1656);
- Филиппо Галилеи (28.5.1657 — 1677);
- Никколо Олива (22.11.1677 — 1684) — августинец-еремит;
- Пьетро Людовико Маласпина (2.10.1684 — 11.5.1695) — театинец, назначен епископом Масса Мариттима;
- Джузепе Чьеи (28.11.1696 — 1704) — ораторианец;
- Себастьяно Цуккетти (27.4.1705 — 1714);
- Пьетро Джованни Баттиста Пуччини (14.12.1715 — 1726);
- Луиджи Герарди (9.12.1726 — 1752);
  - Sede vacante (1752 — 1755);
- Джузеппе Ипполити (12.5.1755 — 15.4.1776) — назначен епископом Пистои и Прато;
- Грегорио Алессандри (20.5.1776 — 15.10.1802);
- Филиппо Гануччи (20.9.1802 — 6.10.1806) — назначен епископом Ливорно;
- Николо Лапарелли (23.3.1807 — 23.9.1821);
  - Sede vacante (1821 — 1824);
- Джироламо Конверсини (12.7.1824 — 21.6.1826);
  - Sede vacante (1826 — 1829);
- Уголино Карлини (27.7.1829 — 13.9.1847);
- Джузеппе Антонио Борги (5.11.1849 — 31.7.1851) — капуцин;
  - Sede vacante (1851 — 1854);
- Феличьяно Барбаччи (30.11.1854 — 24.11.1869) — францисканец;
- Джованни Баттиста Лапарелли Питти (23.2.1872 — 1896);
- Гвидо Корбелли (22.6.1896 — 1901) — францисканец;
- Микеле Анджело Бальдетти (16.12.1901 — 1923);
- Риккардо Карлези (23.5.1923 — 9.1.1932);
- Джузеппе Франчолини (2.3.1932 — 15.2.1978);
- Телесфоро Джованни Чьоли (15.2.1978 — 11.4.1983) — кармелит;
- Джованни Д'Ашенци (11.4.1983 — 30.9.1986) — назначен епископом Ареццо-Кортона-Сансеполькро.

### Кафедра Сансеполькро
- Галеотто Грациани (18.9.1520 — 16.4.1522);
- Леонардо Торнабуони (16.4.1522 — 24.3.1539) — назначен епископом Аяччо;
- Филиппо Аркинто (24.3.1539 — 29.10.1546) — назначен епископом Салуццо;
- Альфонсо Торнабуони (29.101546 — 1557);
- Филиппо Торнабуони (1.10.1557 — 2.11.1559);
- Никколо Торнабуони (29.5.1560 — 13.4.1598);
- Алессандро Борги (22.6.1598 — 1605);
- Джироламо Инконтри (19.12.1605 — 1615);
- Джованни дей Гвальтьери (2.12.1615 — 20.5.1619);
- Филиппо Сальвиати (12.8.1619 — 1634);
- Заноби де Медичи (20.11.1634 — 17.10.1637) — доминиканец;
- Дионизио Буссотти (19.4.1638 — 24.10.1654) — сервит;
- Керубино Маласпина (30.8.1655 — 14.3.1667) — доминиканец;
- Джованни Карло Бальдовинетти (12.12.1667 — 1671) — доминиканец;
- Лодовико Маласпина (8.2.1672 — 5.9.1695);
- Грегорио Компаньи (2.12.1695 — 25.6.1703) — доминиканец, назначен епископом Ларино;
- Джованни Лоренцо Тилли (13.5.1704 — 7.1.1724);
- Бартоломео Пуччи Франчески (20.12.1724 — 26.1.1729) — назначен епископом Пеши;
- Раймондо Пеккьоли (20.9.1728 — 1749) — доминиканец;
- Доменико Польтри (21.4.1749 — 22.9.1755) — назначен епископом Сан-Миниато;
- Адеодато Андреа Альдобрандини (3.1.1757 — 1771);
- Никколо Мараччи (4.3.1771 — 14.12.1778) — назначен епископом Ареццо;
- Роберто Костагути (14.12.1778 — 16.11.1818);
- Аннибале Томмази (29.5.1820 — 14.4.1845);
- Джузеппе Синглау (20.4.1849 — 18.1.1867);
- Паоло Микаллеф (1867 — 14.11.1871) — апостольский администратор;
- Джузеппе Морески (14.11.1871 — 1872) — апостольский администратор;
- Луиджи Амадори Бишони (23.2.1872 — 23.9.1875) — назначен титулярным архиепископом Тебе;
- Джустино Пулетти (23.9.1875 — 21.2.1892);
- Раффаэле Сандрелли (11.7.1892 — 3.7.1911) — назначен титулярным епископом Команы;
- Помпео Гецци (27.11.1911 — 1953) — назначен титулярным архиепископом Габулы;
- Доменико Борниджа (27.11.1953 — 10.3.1963);
- Абеле Конильи (2.5.1963 — 16.2.1967) — назначен епископом Терамо и Атри;
- Телесфоро Джованни Чьоли (1967 — 7.10.1975) — кармелит, апостольский администратор;
- Телесфоро Джованни Чьоли (7.10.1975 — 11.4.1983) — кармелит;
- Джованни Д'Aшенци (11.4.1983 — 30.9.1986) — назначен архиепископом Ареццо-Кортона-Сансеполькро.

### Кафедра Ареццо-Кортона-Сансеполькро
- Джованни Д'Ашенци[итал.] (30.9.1986 — 8.6.1996);
- Роберто Флавио Карраро[итал.] (8.6.1996 — 25.7.1998) — капуцин, назначен епископом Вероны;
- Гуальтьеро Бассетти (21.11.1998 — 16.7.2009) — назначен архиепископом Перуджи-Читта-делла-Пьеве;
- Риккардо Фонтана[итал.] (16.07.2009 — 15.09.2022).
- Андреа Мильявакка (с 15.09.2022 - н.вр.)

## Статистика
На конец 2006 года из 305 000 человек, проживающих на территории епархии, католиками являлись 290 000 человек, что соответствует 95,1% от общего числа населения епархии.
| год                                 | население | население | население | священники | священники        | священники         | священники                           | постоянные диаконы | монахи  | монахи  | приходы |
| год                                 | католики  | всего     | %         | всего      | белое духовенство | черное духовенство | число католиков на одного священника | постоянные диаконы | мужчины | женщины | приходы |
| ----------------------------------- | --------- | --------- | --------- | ---------- | ----------------- | ------------------ | ------------------------------------ | ------------------ | ------- | ------- | ------- |
| Епархия Ареццо                      |           |           |           |            |                   |                    |                                      |                    |         |         |         |
| 1905                                | ?         | 250.000   | ?         | 712        | 563               | 149                | ?                                    | ?                  | ?       | ?       | 330     |
| 1950                                | 225.000   | 250.000   | 90,0      | 465        | 355               | 110                | 483                                  |                    | 150     | 410     | 336     |
| 1959                                | 265.000   | 270.000   | 98,1      | 433        | 329               | 104                | 612                                  |                    | 157     | 400     | 324     |
| 1970                                | 194.000   | 205.000   | 94,6      | 386        | 283               | 103                | 502                                  |                    | 118     | 527     | 327     |
| 1980                                | 199.800   | 201.400   | 99,2      | 395        | 257               | 138                | 505                                  |                    | 154     | 345     | 333     |
| Епархия Кортона                     |           |           |           |            |                   |                    |                                      |                    |         |         |         |
| 1905                                | 30.200    | ?         | ?         | 121        | 85                | 36                 | ?                                    | ?                  | ?       | ?       | 50      |
| 1950                                | 32.665    | 32.684    | 99,9      | 95         | 60                | 35                 | 343                                  |                    | 86      | 103     | 52      |
| 1970                                | 23.075    | 23.100    | 99,9      | 68         | 54                | 14                 | 339                                  |                    | 21      | 88      | 53      |
| 1980                                | 24.000    | 24.200    | 99,2      | 61         | 47                | 14                 | 393                                  |                    | 17      | 83      | 53      |
| Епархия Сансеполькро                |           |           |           |            |                   |                    |                                      |                    |         |         |         |
| 1905                                | ?         | 60.500    | ?         | 216        | 190               | 26                 | ?                                    | ?                  | ?       | ?       | 135     |
| 1950                                | 79.500    | 80.000    | 99,4      | 108        | 90                | 18                 | 736                                  |                    | 21      | 36      | 136     |
| 1970                                | 45.000    | 45.000    | 100,0     | 136        | 117               | 19                 | 330                                  |                    | 23      | 114     | 136     |
| 1980                                | 29.000    | 29.400    | 98,6      | 63         | 53                | 10                 | 460                                  |                    | 11      | 53      | 95      |
| Епархия Ареццо-Кортона-Сансеполькро |           |           |           |            |                   |                    |                                      |                    |         |         |         |
| 1990                                | 265.329   | 268.350   | 98,9      | 403        | 307               | 96                 | 658                                  | 3                  | 141     | 507     | 245     |
| 1999                                | 259.980   | 260.000   | 100,0     | 374        | 257               | 117                | 695                                  | 9                  | 161     | 312     | 247     |
| 2000                                | 259.980   | 260.000   | 100,0     | 362        | 245               | 117                | 718                                  | 9                  | 161     | 312     | 247     |
| 2001                                | 259.985   | 261.626   | 99,4      | 390        | 273               | 117                | 666                                  | 8                  | 135     | 266     | 246     |
| 2002                                | 259.999   | 267.099   | 97,3      | 372        | 268               | 104                | 698                                  | 12                 | 112     | 255     | 244     |
| 2003                                | 257.000   | 267.000   | 96,3      | 374        | 270               | 104                | 687                                  | 12                 | 112     | 252     | 244     |
| 2004                                | 285.000   | 300.000   | 95,0      | 337        | 233               | 104                | 845                                  | 16                 | 108     | 257     | 244     |
| 2006                                | 290.000   | 305.000   | 95,1      | 325        | 250               | 75                 | 892                                  | 18                 | 79      | 253     | 244     |

### Епархия Ареццо
- Pius Bonifacius Gams, Series episcoporum Ecclesiae Catholicae, Leipzig 1931, pp. 741–742  (лат.)
- Konrad Eubel, Hierarchia Catholica Medii Aevi, vol. 1 Архивная копия от 9 июля 2019 на Wayback Machine, p. 104; vol. 2 Архивная копия от 4 октября 2018 на Wayback Machine, p. 94; vol. 3 Архивная копия от 21 марта 2019 на Wayback Machine, p. 116; vol. 4 Архивная копия от 4 октября 2018 на Wayback Machine, p. 93  (лат.)

### Епархия Кортона
- Хронология www.catholic-hierarchy.org на странице
- Pius Bonifacius Gams, Series episcoporum Ecclesiae Catholicae, Leipzig 1931, p. 743  (лат.)
- Konrad Eubel, Hierarchia Catholica Medii Aevi, vol. 1 Архивная копия от 9 июля 2019 на Wayback Machine, pp. 212–213; vol. 2 Архивная копия от 4 октября 2018 на Wayback Machine, pp. VII, 138; vol. 3 Архивная копия от 21 марта 2019 на Wayback Machine, p. 179; vol. 4 Архивная копия от 4 октября 2018 на Wayback Machine, p. 166  (лат.)
- Булла Vigilis speculatoris, в Bullarum diplomatum et privilegiorum sanctorum Romanorum pontificum Taurinensis editio, Vol. IV, pp. 312–315  (лат.)

### Епархия Сансеполькро
- Хронология www.catholic-hierarchy.org на странице
- Pius Bonifacius Gams, Series episcoporum Ecclesiae Catholicae, Leipzig 1931, pp. 751–752  (лат.)
- Konrad Eubel, Hierarchia Catholica Medii Aevi, vol. 3 Архивная копия от 21 марта 2019 на Wayback Machine, p. 143; vol. 4 Архивная копия от 4 октября 2018 на Wayback Machine, p. 124  (лат.)